# Кеннет Артур Андерсон
Кеннет Артур Андерсон (англ. Kenneth Arthur Anderson; 25 грудня 1891, Мадрас — 29 квітня 1959, Гібралтар) — британський воєначальник, генерал британської армії. Учасник Першої та Другої світових воєн.

## Біографія
Військова кар'єра
- 19 вересня 1911 — другий лейтенант
- 28 листопада 1913 — лейтенант
- 1 жовтня 1915 — капітан
- 7 серпня 1923 — майор
- 2 червня 1930 — підполковник
- 1 червня 1934 — полковник
- 28 січня 1938 — бригадний генерал
- 17 червня 1940 — майор-генерал
- 20 травня 1941 — лейтенант-генерал (бревет)
- 19 травня 1942 — лейтенант-генерал
- липень 1949 — генерал

Кеннет Артур Ноель Андерсон народився 25 грудня 1891 року в Мадрасі, в Британській Індії, у родині шотландського залізничного інженера Артура Роберта Андерсона та його дружини Шарлотти Гертруди Ізабелли Даффі Фрейзер. Освіту здобув у Чартергаузькій школі та Королівському військовому коледжі у Сандгерсті. 19 вересня 1911 року випустився з військового навчального закладу другим лейтенантом та розпочав військову службу у полку Сіфордських гірняків. 29 листопада 1913 року відбув до Британської Індії, де приєднатися до 1-го батальйону полку.

### Перша світова війна
У серпні 1914 року після спалаху Першої світової війни в Європі, батальйон Андерсона був відправлений з Індії на Західний фронт. Андерсон перебував зі своїм батальйоном, котрий входив до складу сил піхотної бригади 7-ї Мірутської дивізії, протягом багатьох боїв, в яких він брав участь. 1 жовтня 1915 року отримав звання капітана. У період з 24 грудня 1915 до 3 липня 1916 року був ад'ютантом 23-го (службового) батальйону Нортумберлендських фузилерів (4-го Тайнсайдського шотландського полку). За хоробрість у бою та поранення у перший день битви на Соммі 1 липня 1916 року Андерсон був нагороджений Воєнним хрестом. У цей найкривавіший день битви Андерсон став одним із 629 жертв, зокрема 19 офіцерів, які зазнав батальйон у ході запеклої битви.
Після поранення Андерсон перебував вісімнадцять місяців на лікуванні та реабілітації, щоб оговтатися від отриманих ран. Одужавши, він приєднався до 1-го батальйону свого полку, який на той час брав участь у бойових діях у Палестині. До кінця війни бився на Близькому Сході. 12 травня 1918 року отримав звання бревет майора, а в липні 1919 року його повернули до постійного звання капітан.
12 лютого 1918 року Андерсон одружився з Кетлін Лорною Мей Гембл (1894—1983), з якою вони мали двоє дітей.

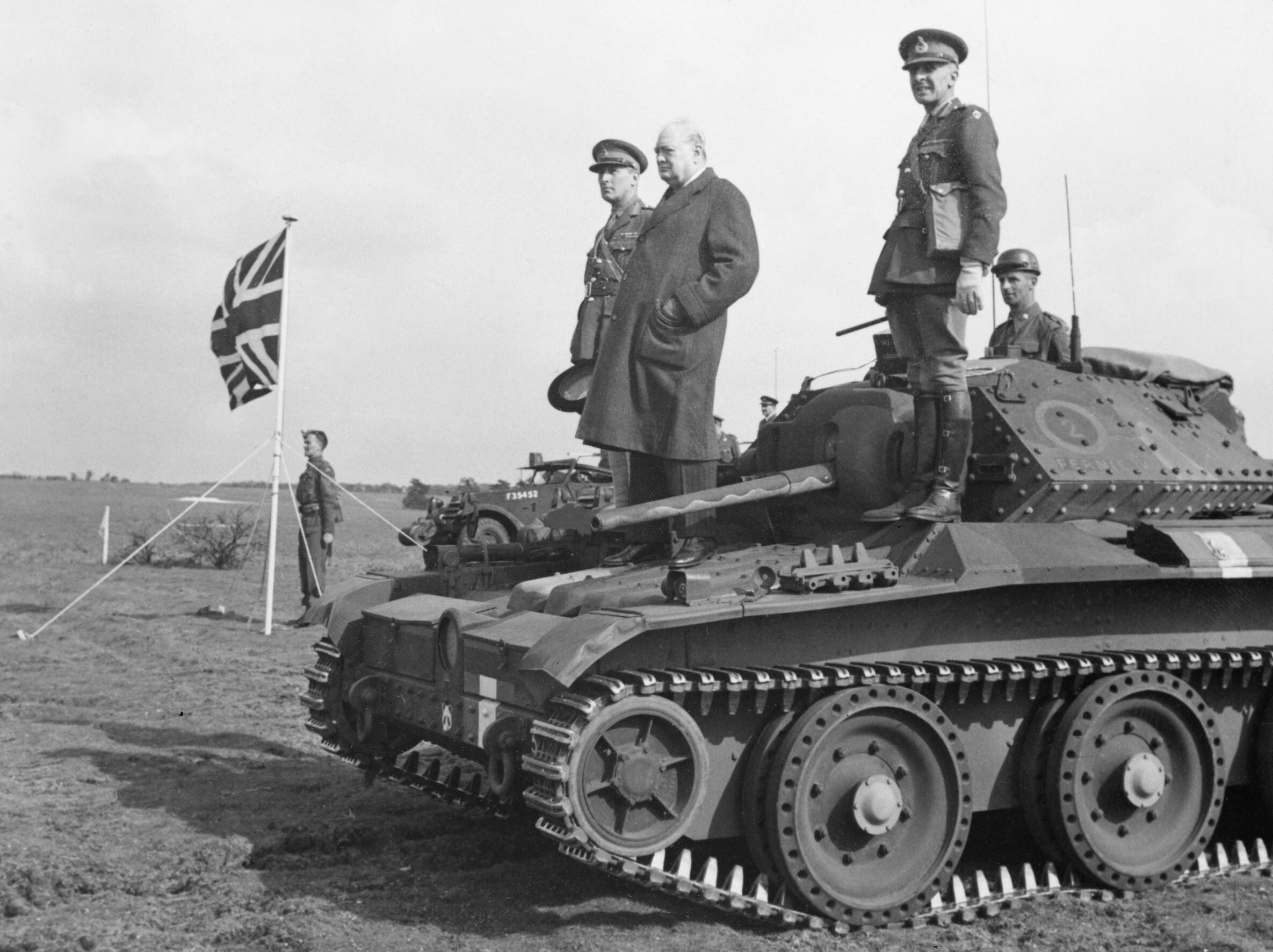
Лейтенант-генерал Кеннет Андерсон стоїть праворуч від Вінстона Черчилля на танку «Ковенантор» (ліворуч майор-генерал Браян Хоррокс) під час інспекції 9-ї бронетанкової дивізії. Ньюмаркет, Саффолк. 16 травня 1942

### Міжвоєнний період
У міжвоєнний період він продовжував служити у стройових частинах; 1920—1924 роки ад'ютант Шотландського кінного полку. З 1927 до 1928 року слухач Штабного коледжу у Кветті. Серед його однокурсників були відомі у майбутньому воєначальники армій Британської імперії: Фредерік Морган, Девід Коуан, Джеффрі Брюс, Гарольд Бріггс, Вільям Слім, Джеймс Стюарт Стіл, Дуглас Грейсі, Джон Крокер, Генрі Девіс, Колін Габбінс, канадець Е. Л. М. Бернс та австралієць Джордж Весей.
Після завершення Кветти Андерсон отримав призначення на посаду офіцера генерального штабу 2-го ступеня (GSO2) у 50-ій (Північноафриканській) дивізії, формуванні територіальної армії. 2 червня 1930 року його було призначено командиром 2-го батальйону Сіфорських гірняків на Північно-Західному фронтирі, де він відзначився у військових діях проти тамтешніх племен. У серпні 1934 року став командиром 152-ї піхотної бригади 51-ї (гірської) піхотної дивізії. Згодом штабної офіцер й командир 11-ї піхотної бригади 4-ї піхотної дивізії в Британської Індії.

### Друга світова війна
З початком Другої світової війни Андерсон очолив 11-ту бригаду 4-ї дивізії, яка увійшла до складу Британських експедиційних сил. Бригада діяла у Франції протягом усього періоду Дивної війни та Французької кампанії. Під час евакуації з Дюнкерка Андерсон тимчасово очолював замість майор-генерала Бернарда Монтгомері 3-ю дивізію, якого у свою чергу призначили очолити II британський корпус.
13 червня Андерсону присвоїли тимчасове звання майор-генерала та призначили командиром 1-ї піхотної дивізії, яка перебувала під командуванням I корпусу лейтенант-генерала сера Гарольда Александера, і захищала узбережжя Лінкольнширу від вторгнення нацистів.
11 липня генерала Андерсона нагородили орденом Лазні.
18 травня 1941 року Андерсон передав дивізію майор-генералу Едвіну Моррісу і з присвоєнням бревет-звання лейтенант-генерала очолив VIII корпус, а в грудні 1941 року — II корпус. У квітні 1942 року його призначили командувачем Східного командування.
Незважаючи на відсутність досвіду в командуванні великими об'єднаннями в бою, Андерсон отримав під своє командування 1-шу британську армію, замінивши лейтенант-генерала Едмунда Шрайбера, який через хворобу нирок вважався непридатним за станом здоров'я до проведення стратегічної десантної операції «Смолоскип», вторгнення союзників у французьку Північну Африку.
Після висадки в ході операції «Смолоскип» Андерсон керував діями 1-ї армії, намагаючись якнайшвидше прорватися з Алжиру до Тунісу, щоб запобігти окупації цієї французької колонії військами Осі після краху адміністрації Віші. Його формування швидко просувалися на схід, змагаючись у захопленні Тунісу, коли німецько-італійські війська змогли провести перегрупування своїх сил та завдати удару по британській армії, чиї підрозділи були вже на відстані 26 км від столиці, міста Туніс.
Союзницькі сили страждали від недостатньої координації та взаємодії, до того ж управління військами виявилося доволі проблематичним, коли сили були розпорошені на 320 км по фронту, а засоби зв'язку не забезпечували стійкості управління (Андерсон пізніше доповів, що він проїхав понад 1600 км за чотири дні, щоб визначити завдання своїм командирам корпусів). Ситуацію ускладнювало те, що до 1-ї армії, окрім IX і V корпусів генералів Джона Крокера і Чарльза Олфрі відповідно, входили II американський корпус генерала Ллойда Фредендалля та XIX французький корпус корпусного генерала Луї Кольца, які також не змогли належним чином налагодити взаємодію між своїми об'єднаннями.
У лютому 1943 року 1-ша армія зазнала серйозної поразки в битві на перевалі Кассерін, де генерал-фельдмаршал Ервін Роммель розпочав успішний контрнаступ проти сил союзників, спочатку розбивши французькі сили в центрі оперативної побудові фронту союзників, а потім розгромивши II американський корпус, що просувався південніше. Хоча левова частка вини припадала на Фредендалля, лідерські здібності Андерсона, як командарма, також були серйозно поставлені під сумнів як британськими, так і союзними командувачами.
У лютому 1943 року у Північній Африці в міру зосередження сил союзників був сформований штаб 18-ї групи армій під командуванням генерала сера Гарольда Александера. Під його контролем були усі сили союзників у Тунісі. Александер хотів замінити Андерсона на посаді командира 1-ї армії лейтенант-генералом сером Олівером Ліз, командиром XXX корпусу 8-ї армії Монтгомері. Пізніше Александер передумав. Андерсон зумів утриматися на своїй посаді й добре проявив себе в ході чергової битви з німецько-італійською армією, в операції «Оксенкопф». У травні 1943 року він зміцнив своє становище ще більше, коли збройні сили союзників вщент розтрощили групу армій «Африка» та домоглися безумовної капітуляції сил Осі, 125 тис. з яких були німецькими.
У липні 1943 року після повернення до Британії з Тунісу 1-ша армія була розформована, а генерала Андерсона призначили командувачем 2-ї британської армії під час підготовки до операції «Оверлорд». 2-га армія повинна була входити до складу 21-ї групи армії генерала сера Бернарда Пейджета. Однак критика Александера і Монтгомері (який у березні 1943 року написав Александеру, що «вочевидь Андерсон абсолютно непридатний командувати будь-якою армією» і пізніше описав його як «доброго простого кухаря») зіграли свою роль і наприкінці січня 1944 року, незабаром після того, як Монтгомері прибув з Італії, щоб очолити командування 21-ю групою армій у Пейджета, Андерсона замінив лейтенант-генерал Майлз Демпсі, набагато молодший генерал і один із протеже Монтгомері. Андерсона призначили командувачем Східного командування, яким він керував до того, як очолити 1-шу армію майже вісімнадцять місяців раніше, що широко сприймалося як пониження. Його кар'єра бойового командира закінчилася, і його останнє суто військове призначення було керівництво Східноафриканським командуванням британських збройних сил.

### Післявоєнний час
Після війни лейтенант-генерал Андерсон був генерал-губернатором Гібралтару, де його найбільш помітними досягненнями було будівництво нових будинків для усунення поганих житлових умов та конституційні зміни, які створили Законодавчу раду. У липні 1949 року він став повним генералом. У червні 1952 року вийшов у відставку і проживав переважно на півдні Франції.
Останні його роки були сповнені трагедією: його єдиний син Майкл, лейтенант Сіфордського полку горян, загинув у боях на Малаї, у віці 22 років, а його дочка померла 12 листопада 1949 року після тривалої хвороби. Сам Андерсон помер від пневмонії в Гібралтарі 29 квітня 1959 року у віці 67 років.